# Buskehøj
Der Buskehøj (auch Busk Banke genannt) ist ein Grabhügel bei Voldtofte östlich von Assens auf Fünen. Mit einer Höhe von acht Metern und einem Durchmesser von mehr als 60 Metern ist er der größte Grabhügel der Bronzezeit (dänisch oldtidshøj) auf der Insel und einer der größten in Dänemark. In dem Gebiet lagen ursprünglich über 25 Grabhügel, aber nur vier blieben erhalten und wurden geschützt.
Der Hügel ist archäologisch nicht untersucht worden, aber durch Probebohrungen ist bekannt, dass der Buskehøj einen Steinkern hat und somit eine Röse ist. Es war normal, ältere Grabhügel zu überhöhen und zum Beispiel Urnengräber einzubringen.
Der Buskehøj, im Sommer versteckt zwischen Bäumen liegend, ist so groß, dass Archäologen ihn für einen mittelalterlichen Burghügel hielten, aber durch Analysen und Bohrungen wurde festgestellt, dass er wahrscheinlich aus der Bronzezeit stammt. Die plane Oberseite ist jüngeren Datums.
In der Nähe liegen der Bohøj, der Drengehøj und der Lusehøj, in dem bereits 1861 reiche Funde gemacht wurden.